# Archiac
Archiac település Franciaországban, Charente-Maritime megyében. Lakosainak száma 762 fő (2022. január 1.). Archiac Saint-Palais-du-Né, Arthenac, Saint-Eugène és Sainte-Lheurine községekkel határos.

## Népesség
A település népességének változása:
| Lakosok száma | 856  | 868  | 837  | 815  | 779  | 769  | 772  | 782  | 775  | 762  |
|               | 1968 | 1982 | 1990 | 2006 | 2013 | 2015 | 2017 | 2019 | 2020 | 2022 |